# Wiesław Fijałkowski (rzeźbiarz)
Wiesław Władysław Fijałkowski (ur. 26 lutego 1946 w Warszawie, zm. 21 listopada 2021 tamże) – polski rzeźbiarz, ceramik.

## Życiorys
Syn Władysława i Heleny. Skończył w 1974 Moskiewską Akademię Sztuki i Drukarstwa im. I. Fiodorowa w Moskwie. Tworzy głównie ceramikę artystyczną oraz rzeźbę unikatową. Brał udział w wielu wystawach zbiorowych oraz indywidualnych.Współpracuje z grupą twórczą "PositiveArt" założoną przez artystów Okręgu Warszawskiego Związku Polskich Artystów Plastyków.
Jest jednym ze współzałożycieli grupy twórczej "TRANSFORM", która stara się, przy pomocy mediów cyfrowych, ożywić statyczne obrazy i rzeźby.
Wspólnie z żoną Lili należą do międzynarodowego ruchu w sztuce współczesnej – decentryzmu. Główną ideą decentryzmu jest pokazanie widzowi i uwypuklenie tego, co jest poza ramą obrazu ale tak, aby widz wiedział o co chodzi. W decentryzmie na obrazie widzimy część, fragment tego, co jest poza centrycznym obrazem (przykładowo dwie dłonie w uścisku). Rzeźba jest bardzo trudna, bo mamy trzy wymiary. Współpracował z "DESĄ" oraz Spółdzielnią Artystów Plastyków "Wzór" oraz "Plastyka".

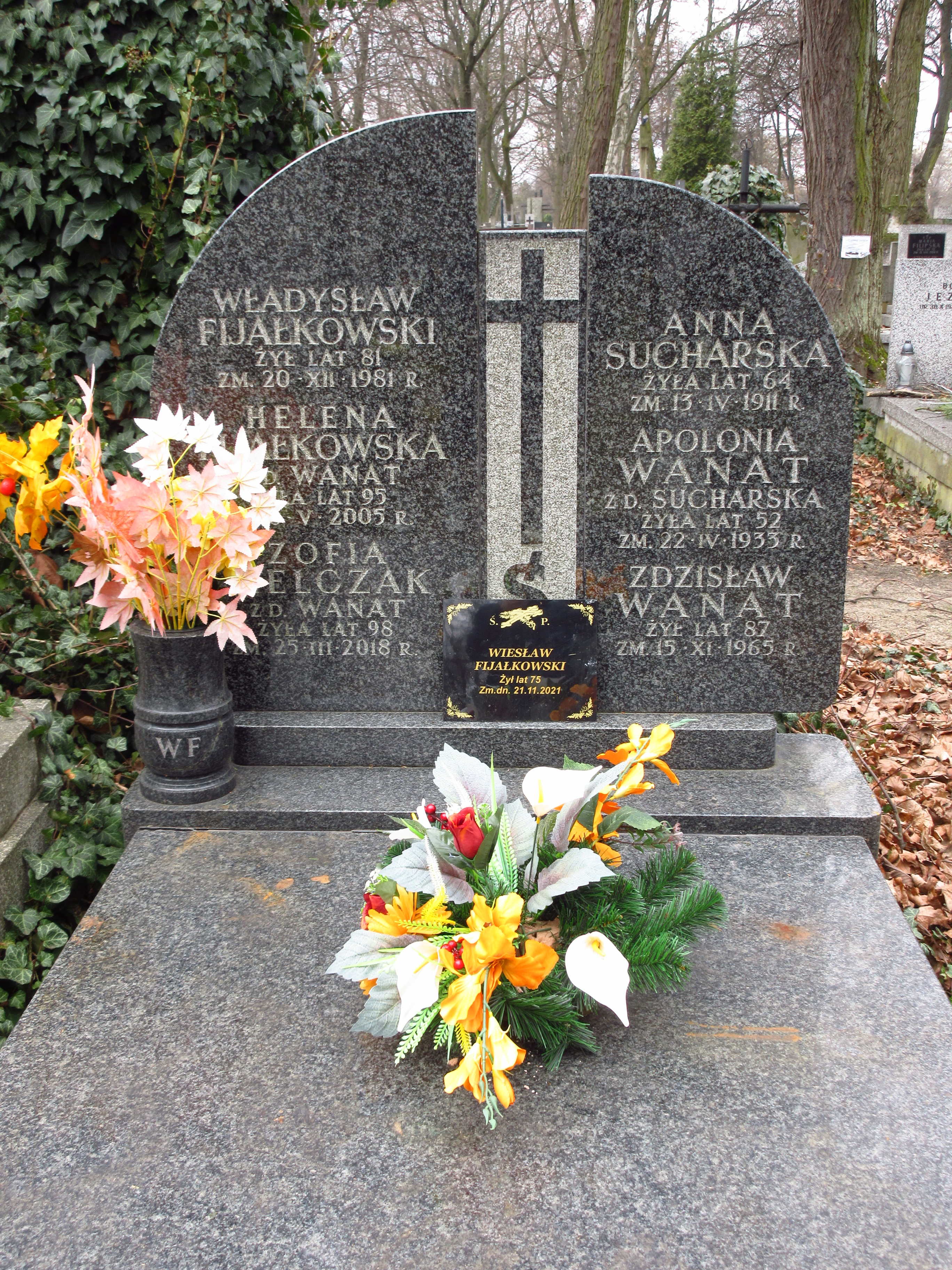
Grób Wiesława Fijałkowskiego na Cmentarzu Bródnowskim.

Od 1989 mieszkał i tworzył w Ożarowie Mazowieckim. Zmarł 21 listopada 2021 i pochowany na cmentarzu cmentarzu bródnowskim (kwatera 55A-3-6).

## Katalog wystaw
- 1973 – Moskwa, wystawa „Młodzi w sztuce”
- 1974 – Moskwa, wystawa podyplomowa
- 1979 – Kijów, wystawa -„Współczesna ceramika i szkło”
- 1984 – Ingelheim, Niemcy – Wystawa Sztuki Polskiej „Desa”
- 1984 – Düsseldorf, Niemcy – Wystawa Ceramiki Polskiej „Desa”
- 1984 – Toruń, Wystawa indywidualna w Galerii „Desa”
- 1985 – Kopenhaga, Dania – Galeria „Holstebro” Art of ceramic from Poland
- 1985 – Praha, Czechy – Art Exhibition
- 1985 – Bazylea, Szwajcaria – Prezentacja Ceramiki Polskiej na Targach Sztuki Użytkowej „Muba”
- 1985 – Göteborg, Szwecja – Wystawa Sztuki Polskiej „Ceramika i Szkło z Polski”
- 1985 – Warszawa, Wystawa „Keramos i zaproszeni” Galeria ZPAP
- 1985 – Wałbrzych – IV Biennale Ceramiki Polskiej
- 1985 – Warszawa, Wystawa Spółdzielni „Wzór” – Ceramika i Kwiaty
- 1985 – Łódź, Wystawa – Plastyka Marynistyczna
- 1986 – Warszawa, Wystawa „Skamieniałe w ogniu” Dom Artystów Plastyków na Mazowieckiej
- 1987 – Wałbrzych, V Biennale Ceramiki Polskiej, Zamek Książ
- 1987 – Warszawa, Wystawa Indywidualna w galerii „Portret”
- 1988 – Wałbrzych, Wystawa prac poplenerowych „Porcelana inaczej”
- 1988 – Wrocław, Wystawa poplenerowa w BWA
- 2006 – Poznań, Wystawa „Różna oblicza ceramiki III”, Palmiarnia
- 2007 – Opatówek, Muzeum Przemysłu, Wystawa „Różne oblicza ceramiki IV”
- 2007 – Wałbrzych, zamek Książ, Wystawa „Różne oblicza ceramiki V”
- 2007 – Ożarów Mazowiecki, Wystawa indywidualna, Galeria „Uśmiech”
- 2007 – Wiedeń, Ratusz, Wystawa Sztuki Polskiej w ramach XVI Dni Kultury Polskiej w Austrii
- 2007 – Warszawa, Wystawa indywidualna, Firma PARKER
- 2007 – Ciechocinek, Wystawa „Pod Ulem” galeria „Eliana”
- 2008 – Barlinek, Wystawa poplenerowa XIV Międzynarodowego Pleneru, Piękno Ukryte
- 2008 – Toruń – Wystawa Poplenerowa XIV Międzynarodowego Pleneru
- 2008 – Reinheim, Niemcy, Wystawa „Decentryzm”
- 2008 – Ostrowiec Świętokrzyski, Galeria BWA Wystawa „Decentryzm – w poszukiwaniu ukrytej dominanty”
- 2008 – Kalisz – Muzeum, Wystawa „Decentryzm”
- 2008 – Warszawa, Centrum Promocji Kultury, Wystawa „Decentryzm”
- 2008 – Otwock, Wystawa „Nowe oblicza ceramiki” MDK
- 2009 – Barlinek – Wystawa poplenerowa
- 2009 – Paczków – Wystawa poplenerowa – IX Międzynarodowe Warsztaty Twórcze
- 2009 – Opole, Wystawa poplenerowa – IX Międzynarodowe Warsztaty Twórcze
- 2010 – Opole – Wystawa indywidualna w galerii ZPAP – Decentryzm strefa nieznana, kolory i formy.
- 2010 – Warszawa – Austriackie Forum Kultury, wystawa indywidualna – „Singer w kręgu DECENTRYZMU”
- 2010 – Paczków – X Międzynarodowe Warsztaty Twórcze, Plener ceramiczno-malarski, wystawa półplenerowa
- 2010 – Opole – Wystawa – Plenery Okręgu Opolskiego ZPAP, Urząd Marszałkowski
- 2011 – Warszawa – Galeria „Novotel” Wystawa OW ZPAP „Aviator”
- 2011 – Zamość – III Zamojskie Leśmianowe Biennale Sztuki
- 2011 – Warszawa – Wystawa grupy twórczej TRANSFORM na Festiwalu Singera – Odrodzony świat Singera w ożywionych obrazach i rzeźbach
- 2011 – Warszawa – Wystawy grupy twórczej PositiveArt na Festiwalu Singera w Klubach na Warszawskiej Pradze:
  - Rzeczywistość z przeszłości – Klub 4pokoje
  - Opowieści nieistniejące – Klub Sens Nonsensu
  - Przejście na drugą stronę – Klub Skład butelek
- 2011 – Warszawa – Dom Sztuki Ursynów – Wystawa grupy twórczej PositiveArt
- 2012 – Warszawa – Wystawa jubileuszowa 100 lat ZPAP – Nowe otwarcie
- 2012 – Warszawa – III edycja wystawy rzeźby w Novotel Garden Gallery
- 2012 – Warszawa – galeria DAP – Artyści fotografują
- 2012 – Warszawa – wystawa sekcji rzeźby -„Nie wszystko na sprzedaż”
- 2012 – Warszawa – wystawa sekcji grafiki – GRAFITEKA – ZPAP
- 2013 – Mexico – Galeria Puerta Rosa
- 2013 – Warszawa – galeria DAP 1, DAP 2 – Wystawa Jubileuszowa 40 lat pracy twórczej „Bratnie dusze”
- 2013 – Warszawa – Wystawa grupy twórczej PositiveArt, galeria DAP 1
- 2014 – Warszawa – wystawa grupy twórczej PositiveArt w galerii forty Sokolnickiego
- 2014 – Poznań – wystawa indywidualna „Świat, który nie może zaginąć „w galerii METALMEX
- 2014 – Warszawa – wystawa grupy PositiveArt w galerii DAP
- 2014 – Warszawa – wystawa „GRAFITEKA” sekcja grafiki, Galeria DAP
- 2014 – Warszawa – wystawa sekcji rzeźby GENESIS, Galeria DAP
- 2015 – Warszawa – wystawa – Bratnie dusze kameralnie – w galerii 8+
- 2015 – Warszawa, wystawa grupy twórczej PositiveArt w galerii DAP
- 2015 – Warszawa, wystawa "Świadectwa" sekcji rzeźby ZPAP OW
- 2016 – Warszawa, wystawa "Ursynowskie spotkania twórców"
- 2016 – Ożarów Mazowiecki – wystawa indywidualna, retrospektywna na "FORUM HUMANUM MAZURKAS"
- 2017 – Warszawa, wystawa "Ego" sekcji rzeźby ZPAP OW
- 2017 – Warszawa, wystawa "3 punkty widzenia" na Festiwalu Singera
- 2017 – Francja – wystawa "ACTIFEX" NA 20 Festiwalu Teatru w d'Hauteville – Lompnes
- 2017 – Ożarów Mazowiecki – I Forum Rzeźby – Mazurkas[6]